# Nati il 16 aprile

## VIII secolo(1)
- 778 - Ludovico il Pio, imperatore franco († 840)

## XII secolo(2)
- 1162 - Gengis Khan, condottiero mongolo († 1227)
- 1194 - Ezzelino III da Romano, condottiero e politico italiano († 1259)

## XIII secolo(1)
- 1220 - Ambrogio Sansedoni, religioso italiano († 1286)

## XV secolo(2)
- 1495 - Pietro Apiano, astronomo, matematico e cartografo tedesco († 1552)
- 1497 - Mōri Motonari, militare giapponese († 1571)

## XVI secolo(5)
- 1511 - Cornelio Musso, vescovo cattolico e teologo italiano († 1574)
- 1516 - Tabinshwehti, sovrano birmano († 1550)
- 1565 - Elizabeth Raleigh, nobildonna inglese († 1647)
- 1580 - Alfonsina Gonzaga, nobildonna italiana († 1647)
- 1588 - Emanuele Filiberto di Savoia, militare († 1624)

## XVII secolo(24)
- 1606 - Nanbu Shigenao, militare giapponese († 1664)
- 1607 - Nicola Enrico di Borbone-Francia, principe francese († 1611)
- 1612 - Abraham Calovius, teologo e filosofo polacco († 1686)
- 1617 - Carlo Garavaglia, scultore e incisore italiano († 1663)
- 1629 - Íñigo Fernández de Velasco, VII duca di Frías, generale e politico spagnolo († 1696)
- 1635 - Frans van Mieris il Vecchio, pittore olandese († 1681)
- 1639 - Alessandro Baratta, pittore italiano († 1714)
- 1646 - Jules Hardouin Mansart, architetto francese († 1708)
- 1646 - Benito de Sala y de Caramany, cardinale e vescovo cattolico spagnolo († 1715)
- 1649 - Jan Luyken, poeta, pittore e incisore olandese († 1712)
- 1657 - Thomas Fairfax, V lord Fairfax di Cameron, politico britannico († 1710)
- 1657 - Otto Friedrich von der Groeben, militare e esploratore prussiano († 1728)
- 1658 - Francesco Trevisan, vescovo cattolico italiano († 1732)
- 1660 - Hans Sloane, medico e naturalista britannico († 1753)
- 1662 - Oronzo Filomarini, vescovo cattolico italiano († 1744)
- 1663 - Alessandro Sigismondo di Palatinato-Neuburg, vescovo cattolico tedesco († 1737)
- 1669 - Joseph Balthasar Hochreither, organista e compositore austriaco († 1731)
- 1673 - Francesco Feroci, compositore, organista e poeta italiano († 1750)
- 1679 - Jacques Roergas de Serviez, scrittore francese († 1727)
- 1682 - John Hadley, matematico britannico († 1744)
- 1692 - Andrea Lucchesi Palli, vescovo cattolico e nobile italiano († 1768)
- 1693 - Anna Sofia Reventlow, regina danese († 1743)
- 1694 - Francesco Guidi, arcivescovo cattolico italiano († 1778)
- 1695 - Gabriele Verri, nobile, politico e giurista italiano († 1782)

## XVIII secolo(47)
- 1704 - Girolamo Palermo, arcivescovo cattolico italiano († 1777)
- 1713 - Jan Jiří Benda, violinista e compositore boemo († 1752)
- 1714 - Domenico Balestrieri, poeta italiano († 1780)
- 1720 - Henry Pelham-Clinton, II duca di Newcastle, nobile inglese († 1794)
- 1720 - Giovanni Battista de Pergen, vescovo cattolico e nobile austriaco († 1807)
- 1728 - Joseph Black, chimico e medico scozzese († 1799)
- 1728 - Jean-Baptiste Nicolet, attore teatrale e direttore teatrale francese († 1796)
- 1730 - Antonio Belglava, vescovo cattolico italiano († 1790)
- 1730 - Henry Clinton, generale britannico († 1795)
- 1730 - Agostino Ripa di Meana, nobile italiano († 1785)
- 1732 - Filippo Marchionni, architetto e pittore italiano († 1805)
- 1742 - Giovanni Battista Bagutti, pittore svizzero († 1823)
- 1748 - Clemens August Theodor Josef von Nagel zur Loburg, militare, diplomatico e nobile tedesco († 1828)
- 1751 - Pratap Singh Shah, re nepalese († 1777)
- 1755 - Johann Gottfried Quistorp, architetto e pittore tedesco († 1835)
- 1755 - Élisabeth Vigée Le Brun, pittrice francese († 1842)
- 1758 - Francisco Espejo, avvocato venezuelano († 1814)
- 1758 - Giovanni Aloisio II di Oettingen-Spielberg, principe tedesco († 1797)
- 1761 - Vincenzo Cardile, presbitero, poeta e letterato italiano († 1837)
- 1762 - Giovanni Aldini, fisico e fisiologo italiano († 1834)
- 1765 - Jean-Joseph Gauthier, militare francese († 1815)
- 1765 - Jean Mathieu Séras, generale italiano († 1815)
- 1765 - Nikolaj Alekseevič Tučkov, generale russo († 1812)
- 1769 - Fëdor Petrovič Uvarov, generale russo († 1824)
- 1770 - Maria Maddalena dell'Incarnazione, religiosa e mistica italiana († 1824)
- 1772 - Rudolph Joseph von Colloredo-Mansfeld, politico e nobile austriaco († 1843)
- 1776 - Giuseppe Gromo di Ternengo, magistrato e politico italiano († 1851)
- 1777 - Henry Kater, geodeta britannico († 1835)
- 1778 - Luigi Fabri, incisore e editore italiano († 1835)
- 1779 - Giovanni Inghirami, presbitero e astronomo italiano († 1851)
- 1780 - Otto August Rühle von Lilienstern, generale prussiano († 1847)
- 1783 - Gioacchina de Vedruna, religiosa spagnola († 1854)
- 1785 - Dmitrij Nikolaevič Bludov, politico russo († 1864)
- 1786 - Albrecht Adam, pittore, incisore e litografo tedesco († 1862)
- 1786 - John Franklin, ufficiale, esploratore e scrittore britannico († 1847)
- 1788 - Pietro Borsieri, scrittore e patriota italiano († 1852)
- 1791 - Agostino Chiodo, generale e politico italiano († 1861)
- 1792 - Filippo de Angelis, cardinale e arcivescovo cattolico italiano († 1877)
- 1795 - Domenico Ferri, architetto e scenografo italiano († 1878)
- 1796 - Charles-François Duvernoy, basso-baritono francese († 1872)
- 1796 - Giacomo Andrea Giacomini, medico e farmacologo italiano († 1849)
- 1797 - Angelo Cerutti, filologo e grammatico italiano († 1860)
- 1798 - Carlo Francesco Albasio, politico italiano
- 1798 - Johann Ulrich Fitzi, pittore e illustratore svizzero († 1855)
- 1799 - Luigi Marchesi, scultore italiano († 1874)
- 1800 - George Bingham, III conte di Lucan, generale e politico inglese († 1888)
- 1800 - Jakob Heine, medico tedesco († 1879)

## XIX secolo(186)
- 1801 - Luigi Vannicelli Casoni, cardinale e arcivescovo cattolico italiano († 1877)
- 1802 - Eugène Flachat, ingegnere francese († 1873)
- 1808 - Eugène-Emmanuel Amaury-Duval, pittore francese († 1885)
- 1811 - Émilien de Nieuwerkerke, scultore, collezionista d'arte e funzionario francese († 1892)
- 1811 - Antonio Caimi, pittore e storico dell'arte italiano († 1878)
- 1811 - Giuseppe Formisano, vescovo cattolico italiano († 1890)
- 1813 - Pasquale Abate, patriota italiano († 1837)
- 1813 - Giuseppe Pestagalli, architetto italiano
- 1813 - Swathi Thirunal Rama Varma, principe indiano († 1846)
- 1815 - Henry Bruce, I barone Aberdare, politico inglese († 1895)
- 1818 - Domenico Chinca, militare italiano († 1884)
- 1819 - Mariano Delli Franci, patriota italiano († 1884)
- 1819 - Antonio Maria Pucci, presbitero italiano († 1892)
- 1820 - Georg Curtius, glottologo e filologo tedesco († 1885)
- 1820 - Victor Puiseux, matematico e astronomo francese († 1883)
- 1821 - Ford Madox Brown, pittore inglese († 1893)
- 1821 - Paolo Mossa, poeta italiano († 1892)
- 1822 - Louis François Léon Friant, militare francese († 1899)
- 1822 - Karl Theodor Robert Luther, astronomo tedesco († 1900)
- 1822 - Moisè Maldacea, patriota e militare italiano († 1898)
- 1823 - Gotthold Eisenstein, matematico tedesco († 1852)
- 1823 - Ludvig Gade, ballerino, direttore artistico e coreografo danese († 1897)
- 1824 - Enrica Gotti, patriota e insegnante italiana († 1908)
- 1825 - Jacob Brønnum Scavenius Estrup, politico danese († 1913)
- 1825 - Francesco Paolo Palizzi, pittore italiano († 1871)
- 1826 - Antoine Chevrier, presbitero francese († 1879)
- 1829 - Domenico Mustafà, compositore, direttore di coro e cantante castrato italiano († 1912)
- 1830 - Henri Legrand du Saulle, psichiatra francese († 1886)
- 1830 - Giacomo Stroffolini, letterato italiano († 1891)
- 1832 - Henry Turton, compositore di scacchi britannico († 1881)
- 1833 - Otto von Helldorff, politico prussiano († 1908)
- 1834 - Włodzimierz Czacki, cardinale e arcivescovo cattolico polacco († 1888)
- 1834 - Charles Lennox Richardson, mercante britannico († 1862)
- 1836 - Carlo Genè, generale italiano († 1890)
- 1838 - Ernest Solvay, chimico, imprenditore e politico belga († 1922)
- 1839 - Ferdinando del Re, compositore italiano († 1887)
- 1842 - Cesare Tarditi, militare e politico italiano († 1913)
- 1843 - Silvio Allason, pittore italiano († 1912)
- 1844 - Anatole France, scrittore francese († 1924)
- 1844 - Gustavo Monti, avvocato e politico italiano († 1913)
- 1845 - Friedrich Hirth, sinologo tedesco († 1927)
- 1847 - Nil Filatov, medico russo († 1902)
- 1849 - Riccardo Selvatico, commediografo, poeta e politico italiano († 1901)
- 1851 - Ernst Josephson, pittore svedese († 1906)
- 1851 - Samuel Widdowson, calciatore inglese († 1927)
- 1852 - Laura Theresa Alma-Tadema, pittrice britannica († 1909)
- 1852 - Henry Manners, VIII duca di Rutland, politico britannico († 1925)
- 1852 - Felice Martini, traduttore e saggista italiano († 1931)
- 1852 - George Russell, X duca di Bedford, politico inglese († 1893)
- 1854 - Vicente Casanova y Marzol, cardinale e arcivescovo cattolico spagnolo († 1930)
- 1854 - Hugh Fortescue, IV conte Fortescue, politico inglese († 1932)
- 1855 - Mangkunegara V, sovrano indonesiano († 1896)
- 1855 - Lodovico Mortara, giurista, magistrato e politico italiano († 1937)
- 1858 - Tancrède Bastet, pittore francese († 1942)
- 1858 - Felice Pedroni, italiano († 1910)
- 1858 - Basilio Pompilj, cardinale e arcivescovo cattolico italiano († 1931)
- 1858 - Philippe Wolfers, orafo, gioielliere e imprenditore belga († 1929)
- 1859 - Manfredo Manfredi, architetto italiano († 1927)
- 1859 - Camillo Rapetti, pittore e docente italiano († 1929)
- 1859 - Arsen Karađorđević, principe serbo († 1938)
- 1860 - Tommaso Carletti, diplomatico e politico italiano († 1919)
- 1862 - Georgij Ivanovič Čelpanov, psicologo e filosofo ucraino († 1936)
- 1863 - Émile Friant, pittore francese († 1932)
- 1863 - Pietro Orsi, storico e politico italiano († 1943)
- 1864 - Ivan Ivanovič Gorbunov-Posadov, poeta, editore e pedagogista russo († 1940)
- 1865 - Wilhelm Nestle, filologo classico e storico delle religioni tedesco († 1959)
- 1865 - Bhim Shamsher Jang Bahadur Rana, politico nepalese († 1932)
- 1866 - Henri Gustave Jossot, illustratore, pittore e scrittore francese († 1951)
- 1867 - Andrej Tošev, politico, diplomatico e scienziato bulgaro († 1944)
- 1867 - Fratelli Wright, pioniere dell'aviazione, ingegnere e inventore statunitense († 1912)
- 1868 - Spottiswoode Aitken, attore scozzese († 1933)
- 1868 - Alfred Goldsborough Mayer, zoologo e entomologo statunitense († 1922)
- 1868 - Franz Melchers, pittore, incisore e disegnatore olandese († 1944)
- 1870 - Vittorio Cuttin, scrittore e giornalista italiano († 1924)
- 1870 - Ruggero Santini, generale e politico italiano († 1958)
- 1871 - Antonio Garbasso, fisico e politico italiano († 1933)
- 1871 - Henry Stephenson, attore britannico († 1956)
- 1871 - John Millington Synge, drammaturgo irlandese († 1909)
- 1873 - Gabrielle Fontan, attrice francese († 1959)
- 1873 - Alfred Young, matematico britannico († 1940)
- 1874 - Herbert Adams, scrittore inglese († 1958)
- 1874 - Luigi Bosi, politico italiano († 1946)
- 1874 - Max Frey, pittore tedesco († 1944)
- 1874 - Alexander Grant, mezzofondista e siepista statunitense († 1946)
- 1874 - Johan Nyström, maratoneta svedese († 1968)
- 1875 - Alfredo De Medio, giurista italiano († 1908)
- 1875 - Francesco Ferrario, ebanista italiano († 1946)
- 1876 - Arturo Bocciardo, ingegnere, dirigente d'azienda e politico italiano († 1959)
- 1876 - Gaetano Fusella, violinista e compositore italiano († 1973)
- 1877 - Paul Bor, ciclista su strada francese († 1921)
- 1877 - Victor Willems, schermidore belga († 1920)
- 1877 - Gardner Williams, nuotatore statunitense († 1933)
- 1878 - Albert Corey, maratoneta e mezzofondista francese († 1926)
- 1878 - Owen Thomas Jones, geologo gallese († 1967)
- 1878 - Mario Giacomo Levi, chimico italiano († 1954)
- 1878 - Semp Russ, tennista statunitense († 1978)
- 1878 - Erik Wallerius, velista svedese († 1967)
- 1879 - Gala Galaction, presbitero, teologo e politico rumeno († 1961)
- 1880 - Guido Laj, giornalista e politico italiano († 1948)
- 1880 - Adolf Schulze, alpinista e ingegnere tedesco († 1971)
- 1881 - Giovanni Burocchi, militare italiano († 1919)
- 1881 - Robert Grimm, politico e pubblicista svizzero († 1958)
- 1881 - Josef Madlener, pittore tedesco († 1967)
- 1881 - Fortunino Matania, illustratore e pittore italiano († 1963)
- 1881 - Jack Niflot, lottatore statunitense († 1950)
- 1881 - Anselmo Polanco Fontecha, vescovo cattolico spagnolo († 1939)
- 1881 - Edward Wood, I conte di Halifax, politico britannico († 1959)
- 1882 - Luca Botta, tenore italiano († 1917)
- 1882 - Giuseppe Daodice, generale italiano († 1952)
- 1882 - Riccardo Filangieri, archivista, storico e genealogista italiano († 1959)
- 1882 - Emil Wachuda, calciatore austriaco († 1955)
- 1883 - Arnold von Biegeleben, militare tedesco († 1940)
- 1883 - Luigi Giannettino, militare italiano († 1917)
- 1883 - Vladimir Oskarovič Kappel', generale russo († 1920)
- 1883 - Giuseppe Varriale, magistrato e politico italiano († 1966)
- 1883 - Augustinas Voldemaras, politico lituano († 1942)
- 1883 - Willi Wolff, sceneggiatore, regista e produttore cinematografico tedesco († 1947)
- 1883 - Georg de Laval, pentatleta e tiratore a segno svedese († 1970)
- 1884 - Axel Norling, ginnasta, tuffatore e tiratore di fune svedese († 1964)
- 1884 - Valaya Alongkorn del Siam, principessa thailandese († 1938)
- 1885 - Leó Weiner, compositore ungherese († 1960)
- 1886 - Michalīs Dōrizas, giavellottista, discobolo e pesista greco († 1957)
- 1886 - Konstantin Georgievič Mostras, violinista, docente e compositore russo († 1965)
- 1886 - Georges Thurnherr, ginnasta francese († 1956)
- 1886 - Ernst Thälmann, politico e rivoluzionario tedesco († 1944)
- 1886 - Margaret Woodrow Wilson, statunitense († 1944)
- 1887 - Henry Gordon Bennett, generale australiano († 1962)
- 1887 - Mario Bruschera, ciclista su strada italiano († 1968)
- 1887 - Hermann Martens, pistard tedesco († 1916)
- 1887 - Paul-Marie-André Richaud, cardinale e arcivescovo cattolico francese († 1968)
- 1887 - Guðjón Samúelsson, architetto islandese († 1950)
- 1888 - Christy Cabanne, regista, sceneggiatore e attore statunitense († 1950)
- 1888 - Hugo van Dalen, pianista, compositore e scrittore olandese († 1967)
- 1888 - Remo Fedi, scrittore, crittanalista e antifascista italiano
- 1889 - Albertina Baldi, cantante lirica italiana († 1964)
- 1889 - Ina Battistella, infermiera e militare italiana († 1928)
- 1889 - Charlie Chaplin, attore, comico e regista britannico († 1977)
- 1889 - Alfred Reade Godwin-Austen, generale britannico († 1963)
- 1889 - Bjarne Gulbrandsen, dirigente sportivo e calciatore norvegese († 1966)
- 1890 - Alessandro Bascheni, calciatore italiano († 1940)
- 1890 - Harry Dickason, ginnasta britannico († 1962)
- 1890 - Paul Hazoumé, scrittore e etnologo beninese († 1980)
- 1890 - Edvin Mathiasson, lottatore svedese († 1975)
- 1890 - Ercole Ronco, militare italiano († 1967)
- 1890 - Howard Somervell, alpinista, chirurgo e pittore inglese († 1975)
- 1891 - Dora Richter, tedesca
- 1891 - Richard Saul, aviatore e generale britannico († 1965)
- 1892 - Riziero Fantini, operaio e anarchico italiano († 1943)
- 1892 - Ferenc Kiss, attore ungherese († 1978)
- 1893 - Elisaveta Bagrjana, poetessa bulgara († 1991)
- 1893 - Arturo Codignola, giornalista italiano († 1971)
- 1893 - Federico Mompou, compositore e pianista spagnolo († 1987)
- 1893 - John Norton, ostacolista statunitense († 1979)
- 1893 - William Shea, montatore e regista canadese († 1961)
- 1893 - Paul Sloane, sceneggiatore, regista e produttore cinematografico statunitense († 1963)
- 1893 - Camillo Sommariva, aviatore italiano († 1918)
- 1894 - Friedrich-Jobst Volckamer von Kirchensittenbach, generale tedesco († 1989)
- 1894 - Jerzy Neyman, statistico polacco († 1981)
- 1895 - Ove Arup, architetto, ingegnere e imprenditore britannico († 1988)
- 1895 - Vilém Gajdušek, ottico ceco († 1977)
- 1895 - Mollie King, attrice statunitense († 1981)
- 1895 - Salvatore Pagliuca, politico italiano († 1973)
- 1895 - Adolph John Paschang, vescovo cattolico e missionario statunitense († 1968)
- 1896 - Ettore Colla, artista, scultore e pittore italiano († 1968)
- 1896 - Boris Dobronravov, attore sovietico († 1949)
- 1896 - Howard Greer, costumista e stilista statunitense († 1974)
- 1896 - Giacomo Moschini, attore italiano († 1943)
- 1896 - Hans Röttiger, generale tedesco († 1960)
- 1896 - Tristan Tzara, poeta e saggista rumeno († 1963)
- 1896 - Árpád Weisz, calciatore e allenatore di calcio ungherese († 1944)
- 1896 - Tom Wilson, calciatore inglese († 1948)
- 1897 - Joseph Biondo, mafioso italiano († 1966)
- 1897 - Glubb Pascià, generale britannico († 1986)
- 1897 - Dary Holm, attrice tedesca († 1960)
- 1897 - Felice Mazzetti, militare e aviatore italiano († 1943)
- 1897 - Alois Šmolík, ingegnere aeronautico cecoslovacco († 1945)
- 1898 - Romain Baron, scrittore francese († 1985)
- 1898 - Carlos Branco, canottiere e pallanuotista brasiliano († 1972)
- 1898 - Hellmuth Kneser, matematico tedesco († 1973)
- 1899 - Giulio Gedda, compositore italiano († 1970)
- 1899 - Vincenzo Monaldi, politico e medico italiano († 1969)
- 1899 - Kathleen Myers, attrice statunitense († 1959)
- 1899 - Jaroslav Skobla, sollevatore cecoslovacco († 1959)
- 1900 - Antonio Bottacchi, compositore di scacchi italiano († 1969)
- 1900 - Toribio Romo González, presbitero messicano († 1928)
- 1900 - Gerrit Horsten, calciatore olandese († 1961)

## XX secolo(928)
- 1901 - Nikolaj Pavlovič Akimov, scenografo e regista teatrale sovietico († 1968)
- 1901 - Édouard Crut, calciatore francese († 1974)
- 1901 - Lajos Dinnyés, politico ungherese († 1961)
- 1901 - Gaetano Montresor, anarchico italiano († 1941)
- 1902 - Leto Casini, presbitero italiano († 1992)
- 1902 - Bert Johnston, mezzofondista britannico († 1967)
- 1902 - Giuseppe Maranini, giurista, politico e pubblicista italiano († 1969)
- 1902 - Luis Pasarín, calciatore e allenatore di calcio spagnolo († 1986)
- 1902 - Zoltán Soós-Ruszka Hradetzky, tiratore a segno ungherese († 1992)
- 1903 - Francesco Mimbelli, ammiraglio italiano († 1978)
- 1903 - Stefano Natale, maratoneta italiano († 1970)
- 1903 - Andrea Palma, attrice messicana († 1987)
- 1903 - Josef Pöttinger, calciatore e allenatore di calcio tedesco († 1970)
- 1903 - Antonio Vico Camarero, attore spagnolo († 1972)
- 1903 - Paul Waner, giocatore di baseball statunitense († 1965)
- 1904 - Alfonso Bedoya, attore messicano († 1957)
- 1904 - Fifi D'Orsay, attrice canadese († 1983)
- 1904 - Jennison Heaton, bobbista e skeletonista statunitense († 1971)
- 1904 - Gordon Hodgson, calciatore e crickettista sudafricano († 1951)
- 1904 - Georg Knöpfle, calciatore tedesco († 1987)
- 1904 - Nino Pavese, attore e doppiatore italiano († 1979)
- 1905 - Vittorino Bondaz, politico e militare italiano († 1997)
- 1905 - Doris Dawson, attrice statunitense († 1986)
- 1905 - Ludwig Fischer, politico e militare tedesco († 1947)
- 1905 - Paul-Pierre Philippe, cardinale francese († 1984)
- 1905 - Giuseppe Sidoli, militare italiano († 1938)
- 1906 - Ruth Malcomson, modella statunitense († 1988)
- 1907 - Pujie, principe cinese († 1994)
- 1907 - Joseph-Armand Bombardier, inventore e imprenditore canadese († 1964)
- 1907 - Wilhelm Dommes, militare tedesco († 1990)
- 1907 - August Eigruber, militare austriaco († 1947)
- 1907 - Antonio Ortiz Mena, economista messicano († 2007)
- 1907 - Renato Poggioli, slavista, traduttore e critico letterario italiano († 1963)
- 1908 - Guido Colonna di Paliano, diplomatico italiano († 1982)
- 1908 - Ida Giavarini, italiana († 1996)
- 1908 - Arlette Halff, tennista francese († 2007)
- 1908 - António Lopes Ribeiro, regista e critico cinematografico portoghese († 1995)
- 1908 - Ray Ventura, cantante e compositore francese († 1979)
- 1909 - Bep Bakhuys, calciatore olandese († 1982)
- 1909 - Carletto Manzoni, scrittore, giornalista e umorista italiano († 1975)
- 1909 - Maria Oliva, supercentenaria italiana († 2021)
- 1909 - Pierre Pascal, poeta, saggista e iranista francese († 1990)
- 1909 - Livio Trevisan, geologo italiano († 1996)
- 1909 - Felice da Mareto, religioso italiano († 1980)
- 1910 - Bernhard Lund, calciatore norvegese († 1969)
- 1910 - Marino Piazzolla, poeta e scrittore italiano († 1985)
- 1910 - Berton Roueché, giornalista, romanziere e scrittore statunitense († 1994)
- 1910 - Augusto Tiezzi, direttore della fotografia italiano († 1990)
- 1911 - Guy Burgess, agente segreto britannico († 1963)
- 1911 - Giovanni Pugliese Carratelli, storico italiano († 2010)
- 1911 - Jupp Schäfer, cestista tedesco
- 1912 - Aldo Alessandri, militare italiano († 1941)
- 1912 - Gordon Dunn, discobolo e pesista statunitense († 1964)
- 1912 - Makar Hončarenko, calciatore sovietico († 1997)
- 1912 - Paul Mehl, calciatore tedesco († 1972)
- 1912 - Russ Ochsenhirt, cestista statunitense († 2002)
- 1912 - Evgenij Samojlov, attore sovietico († 2006)
- 1912 - Catherine Scorsese, attrice statunitense († 1997)
- 1912 - Enzo Serafin, fotografo italiano († 1995)
- 1912 - Pietro Serini, militare e aviatore italiano († 1943)
- 1912 - Josef Streb, calciatore tedesco
- 1913 - Pietro Barilla, imprenditore italiano († 1993)
- 1913 - Lucienne Delyle, cantante francese († 1962)
- 1913 - Antonio del Giudice, arcivescovo cattolico italiano († 1982)
- 1913 - Les Tremayne, attore, doppiatore e conduttore radiofonico britannico († 2003)
- 1914 - Evsej Domar, economista russo († 1997)
- 1914 - John Hodiak, attore statunitense († 1955)
- 1914 - Enzo Ianni, generale e aviatore italiano († 2003)
- 1916 - Quinto Bevilacqua, partigiano italiano († 1944)
- 1916 - Richard De Smet, presbitero, missionario e orientalista belga († 1997)
- 1916 - Bronė Didžiulytė, cestista e pallavolista lituana († 2009)
- 1916 - Ferruccio Pelli, avvocato, notaio e politico svizzero († 1995)
- 1916 - Felice Salivetto, politico italiano († 1989)
- 1917 - Barry Nelson, attore statunitense († 2007)
- 1917 - Charlotte Salomon, pittrice tedesca († 1943)
- 1918 - Dick Gibson, pilota automobilistico britannico († 2010)
- 1918 - Hsuan Hua, monaco buddista cinese († 1995)
- 1918 - Spike Milligan, attore, scrittore e musicista irlandese († 2002)
- 1918 - Gholam Ali Oveissi, generale e politico iraniano († 1984)
- 1919 - Clara Bimbocci, ginnasta italiana († 2006)
- 1919 - Merce Cunningham, danzatore e coreografo statunitense († 2009)
- 1919 - Nilla Pizzi, cantante e attrice italiana († 2011)
- 1920 - Giuseppe Castelli, calciatore italiano († 1984)
- 1920 - Rudolf Gyger, calciatore svizzero († 1996)
- 1920 - Bill Sidwell, tennista australiano († 2021)
- 1921 - Giovanni Quircio, militare e partigiano italiano († 2000)
- 1921 - Peter Ustinov, attore, sceneggiatore e regista britannico († 2004)
- 1922 - Kingsley Amis, scrittore, poeta e critico letterario britannico († 1995)
- 1922 - Yull Brown, ingegnere bulgaro († 1998)
- 1922 - John Christopher, scrittore e autore di fantascienza inglese († 2012)
- 1922 - Marcello Creti, inventore e sensitivo italiano († 2000)
- 1922 - Boby Lapointe, cantante francese († 1972)
- 1922 - Giuseppe Mazzariol, bibliotecario e storico dell'arte italiano († 1989)
- 1922 - Giuliana Rocchi, poetessa italiana († 1996)
- 1922 - Rees Stephens, rugbista a 15 gallese († 1998)
- 1922 - Leo Tindemans, politico belga († 2014)
- 1922 - Armando Tolloi, calciatore italiano
- 1923 - Bruno Ciari, pedagogista italiano († 1970)
- 1923 - Bennie Green, trombonista statunitense († 1977)
- 1923 - Alina Janowska, attrice polacca († 2017)
- 1923 - Luigi Mascherpa, calciatore italiano
- 1923 - Arch A. Moore Jr., politico statunitense († 2015)
- 1924 - June Carlson, attrice statunitense († 1996)
- 1924 - Alfredo Giannetti, sceneggiatore e regista italiano († 1995)
- 1924 - Inji Aflatoun, pittrice e artista egiziana († 1989)
- 1924 - Henry Mancini, compositore, direttore d'orchestra e arrangiatore statunitense († 1994)
- 1924 - Piero Viotto, pedagogista e filosofo italiano († 2017)
- 1925 - Salma Khadra Jayyusi, scrittrice, poetessa e critica letteraria giordana († 2023)
- 1925 - Walter Riedschy, calciatore tedesco († 2011)
- 1926 - Carlo Carlevaris, presbitero italiano († 2018)
- 1926 - Pierre Fabre, farmacista e imprenditore francese († 2013)
- 1926 - Fritz Müller, geologo svizzero († 1980)
- 1926 - Matti Simola, cestista e allenatore di pallacanestro finlandese († 1975)
- 1926 - Borys Voznyc'kyj, storico dell'arte ucraino († 2012)
- 1927 - Edie Adams, attrice e cantante statunitense († 2008)
- 1927 - Papa Benedetto XVI, papa, arcivescovo cattolico e cardinale tedesco († 2022)
- 1927 - Arrigo Cervetto, politico italiano († 1995)
- 1927 - Marie Collier, soprano australiano († 1971)
- 1927 - Bob Cortner, pilota automobilistico statunitense († 1959)
- 1927 - Robert Geldard, pistard britannico († 2018)
- 1927 - Antonio Labruna, agente segreto e carabiniere italiano († 2000)
- 1927 - Dick Lane, giocatore di football americano statunitense († 2002)
- 1927 - Arrigo Morandi, politico e partigiano italiano († 2002)
- 1927 - Peter Mark Richman, attore statunitense († 2021)
- 1927 - Ludovico Ticchioni, partigiano italiano († 1945)
- 1928 - Gianluigi Coppola, illustratore e fumettista italiano († 2015)
- 1928 - Gilbert Fesselet, calciatore svizzero († 2022)
- 1928 - Renzo Gallo, cantautore, cabarettista e produttore discografico italiano († 2012)
- 1928 - Nader Jahanbani, generale e politico iraniano († 1979)
- 1928 - Ileana Pasquali, ex cestista italiana
- 1928 - Paul Sylbert, scenografo, sceneggiatore e regista statunitense († 2016)
- 1928 - Richard Sylbert, scenografo statunitense († 2002)
- 1929 - Aurelio Angonese, ex arbitro di calcio italiano
- 1929 - Silvano Bini, dirigente sportivo italiano
- 1929 - Roy Hamilton, cantante statunitense († 1969)
- 1929 - Nik Spatari, pittore, scultore e architetto italiano († 2020)
- 1930 - Fëdor Bogdanovskij, sollevatore sovietico († 2014)
- 1930 - Milo Quesada, attore argentino († 2012)
- 1930 - Khalifa Said Gouda, sollevatore egiziano († 2014)
- 1930 - Herbie Mann, flautista statunitense († 2003)
- 1930 - Jiří Skobla, pesista cecoslovacco († 1978)
- 1930 - Maurice Walsh, calciatore maltese († 2022)
- 1931 - Clement Arrindell, politico nevisiano († 2011)
- 1931 - Julian Carroll, politico statunitense († 2023)
- 1931 - John Littlejohn, chitarrista statunitense († 1994)
- 1931 - Gaetano Novello, politico italiano († 2020)
- 1931 - Maurizio Pradeaux, regista e sceneggiatore italiano († 2022)
- 1931 - Giuseppe Secchi, calciatore italiano († 2018)
- 1931 - Vira Silenti, attrice italiana († 2014)
- 1932 - Giuseppe Centore, presbitero e scrittore italiano († 2023)
- 1932 - Roberto Diso, fumettista italiano
- 1932 - Nodar Gvakharia, pallanuotista sovietico († 1996)
- 1932 - Jack Kuper, scrittore, sceneggiatore e regista canadese
- 1932 - Qahhor Mahkamov, politico tagiko († 2016)
- 1932 - Pierre Milza, storico francese († 2018)
- 1932 - Imre Polyák, lottatore ungherese († 2010)
- 1932 - Henk Schouten, calciatore olandese († 2018)
- 1933 - Francesco Amirante, magistrato italiano († 2024)
- 1933 - Aldo Gargani, filosofo italiano († 2009)
- 1933 - Finn Gundersen, calciatore e hockeista su ghiaccio norvegese († 2014)
- 1933 - Marla Landi, attrice e ex modella britannica
- 1933 - Konstantin Loktev, hockeista su ghiaccio sovietico († 1996)
- 1933 - Marquitos, calciatore spagnolo († 2012)
- 1933 - Carlos Medrano, calciatore argentino († 1978)
- 1933 - Marcel Moreau, scrittore belga († 2020)
- 1933 - Takeo Watanabe, compositore e musicista giapponese († 1989)
- 1934 - Margaret Northrop, nuotatrice keniota († 2014)
- 1934 - Francesco Sgalambro, vescovo cattolico italiano († 2016)
- 1934 - Robert Stigwood, produttore discografico e produttore cinematografico australiano († 2016)
- 1934 - Vicar, fumettista cileno († 2012)
- 1934 - Siniša Zlatković, calciatore jugoslavo
- 1935 - Alfio Andronico, matematico e informatico italiano († 2012)
- 1935 - Wim Esajas, mezzofondista surinamese († 2005)
- 1935 - Sarah Kirsch, poetessa tedesca († 2013)
- 1935 - Ronald Pettersson, hockeista su ghiaccio svedese († 2010)
- 1935 - Dominique Venner, saggista, storico e militare francese († 2013)
- 1935 - Bobby Vinton, cantante statunitense
- 1936 - Alberto Latini, ex calciatore italiano
- 1936 - Andy Romano, attore statunitense († 2022)
- 1936 - Luis Villa, cestista argentino († 2012)
- 1937 - Walter Birtles, cestista canadese († 2024)
- 1937 - Michael Booker, ex pattinatore artistico su ghiaccio britannico
- 1937 - Nino Calice, politico e saggista italiano († 1997)
- 1937 - Andrea Corno, editore italiano († 2007)
- 1937 - Gaetano Fasolino, politico italiano
- 1937 - Colette Flesch, politica e ex schermitrice lussemburghese
- 1937 - Dave Gambee, ex cestista statunitense
- 1937 - Angelo Marchese, critico letterario, semiologo e insegnante italiano († 2000)
- 1937 - George Steele, wrestler e attore statunitense († 2017)
- 1937 - Maurizio Rinaldi, direttore d'orchestra italiano († 1995)
- 1938 - Gabriella Andreini, attrice e doppiatrice italiana
- 1938 - Gabriele Antonini, attore cinematografico e attore teatrale italiano († 2018)
- 1938 - Aldo Bennici, violista italiano
- 1938 - Vincenzo Del Colle, politico italiano
- 1938 - Rolf Maurer, ciclista su strada e pistard svizzero († 2019)
- 1938 - Kasdi Merbah, politico algerino († 1993)
- 1938 - Bill Strum, giocatore di curling statunitense († 2010)
- 1938 - Yoshiko Takamatsu, ex nuotatrice giapponese
- 1939 - Carlo Chiappi, architetto italiano († 2001)
- 1939 - Boris Dvornik, attore croato († 2008)
- 1939 - Giovanni Ferraguti, fotografo e giornalista italiano
- 1939 - Ilario Lanivi, politico italiano
- 1939 - Dusty Springfield, cantante britannica († 1999)
- 1939 - Anna Strasberg, attrice venezuelana († 2024)
- 1939 - Laurent Verbiest, calciatore belga († 1966)
- 1939 - Luigi Zanchetta, ciclista su strada italiano († 2008)
- 1940 - Peter Barnes, imprenditore, giornalista e ambientalista statunitense
- 1940 - Rolf Dieter Brinkmann, scrittore, poeta e traduttore tedesco († 1975)
- 1940 - Marcella Crudeli, pianista italiana
- 1940 - Margherita II di Danimarca, regina danese
- 1940 - Cliff Durandt, calciatore sudafricano († 2002)
- 1940 - Antonio Frigerio, cestista e allenatore di pallacanestro italiano († 2014)
- 1940 - Jürgen Honig, ex pallanuotista tedesco
- 1940 - Iván Marino Ospina, militare colombiano († 1985)
- 1940 - Erik Johansen, calciatore norvegese († 2000)
- 1940 - Valentyn Mel'nyčuk, allenatore di pallacanestro ucraino
- 1940 - Berit Mørdre Lammedal, fondista norvegese († 2016)
- 1940 - Corrado Orrico, allenatore di calcio italiano
- 1940 - Francesco Rais, politico e funzionario italiano
- 1940 - Thomas Stonor, VII barone Camoys, banchiere britannico († 2023)
- 1940 - Dick Versace, allenatore di pallacanestro e dirigente sportivo statunitense († 2022)
- 1940 - Zsuzsa Ördög, ex nuotatrice ungherese
- 1941 - Theo Alcantara, direttore d'orchestra spagnolo
- 1941 - Deanne Bergsma, ex ballerina sudafricana
- 1941 - Melina Martello, doppiatrice e direttrice del doppiaggio italiana
- 1941 - Vittorio Messori, giornalista e scrittore italiano
- 1941 - Giampiero Mughini, giornalista, scrittore e opinionista italiano
- 1941 - Sergej Nikonenko, attore e regista sovietico
- 1941 - Roberto Poggiali, ex ciclista su strada italiano
- 1941 - Maria Chiara Rosso, politica italiana
- 1941 - Cliff Stearns, politico statunitense
- 1942 - János Kalmár, ex schermidore ungherese
- 1942 - Giorgio Milanesi, calciatore italiano († 2019)
- 1942 - Raffaello Monteverde, produttore cinematografico e produttore televisivo italiano († 2021)
- 1942 - Leo Nucci, baritono italiano
- 1942 - Moukhtar Sayed, ex cestista marocchino
- 1942 - Frank Williams, imprenditore e dirigente sportivo britannico († 2021)
- 1943 - Ruth Madoc, attrice britannica († 2022)
- 1943 - Vittorio Spimi, allenatore di calcio e ex calciatore italiano
- 1943 - Artemio Vanughi, ex ciclista su strada italiano
- 1943 - Krzysztof Wodiczko, artista, storico e docente polacco
- 1943 - Allan Wood, nuotatore australiano († 2022)
- 1944 - John Block, ex cestista statunitense
- 1944 - Vincenzo Bonandrini, politico e sociologo italiano († 1994)
- 1944 - David Carver, ex calciatore inglese
- 1944 - Dennis Russell Davies, direttore d'orchestra e pianista statunitense
- 1944 - Wendy Griner, ex pattinatrice artistica su ghiaccio canadese
- 1944 - Art Welch, ex calciatore giamaicano
- 1944 - Asher Welch, ex calciatore giamaicano
- 1944 - Elmar Wepper, attore e doppiatore tedesco († 2023)
- 1945 - Tom Allen, politico e avvocato statunitense
- 1945 - Anny-Chantal Levasseur-Regourd, astronoma e fisica francese († 2022)
- 1945 - Mel Machin, allenatore di calcio e ex calciatore inglese
- 1945 - Italo Monacchini, politico italiano
- 1945 - Ugo Perone, filosofo italiano
- 1946 - Catherine Allégret, attrice francese
- 1946 - Guy Counhaye, fumettista e sceneggiatore belga
- 1946 - Roberto Dell'Acqua, attore e stuntman italiano († 2019)
- 1946 - Piergiorgio Giacchè, antropologo, scrittore e saggista italiano
- 1946 - Harald Haarmann, linguista tedesco
- 1946 - Jiří Konopásek, ex cestista cecoslovacco
- 1946 - Raymond Carlos Nakai, flautista e compositore statunitense
- 1946 - Moni Ovadia, attore, cantante e scrittore italiano
- 1946 - Jean-François Michael, cantante francese
- 1946 - Barry Simon, fisico e matematico statunitense
- 1946 - Valentin Spasov, ex cestista bulgaro
- 1946 - Pēteris Vasks, compositore lettone
- 1946 - Alfredo Vito, politico italiano
- 1947 - Kareem Abdul-Jabbar, ex cestista e allenatore di pallacanestro statunitense
- 1947 - Gianfranco Bianchin, ciclista su strada italiano († 1970)
- 1947 - Frank Hamblen, cestista e allenatore di pallacanestro statunitense († 2017)
- 1947 - Annick Hector, ex cestista francese
- 1947 - Lee Kerslake, batterista britannico († 2020)
- 1947 - Gianni Merlo, giornalista italiano
- 1947 - José Luis Moreno, attore e produttore televisivo spagnolo
- 1947 - Gerry Rafferty, cantautore e chitarrista scozzese († 2011)
- 1947 - Volker Spierling, filosofo e scrittore tedesco
- 1948 - Giovanni Consorte, dirigente d'azienda italiano
- 1948 - Janina Faye, attrice britannica
- 1948 - John Fitzgerald, ex giocatore di football americano statunitense
- 1948 - Pino Grimaldi, designer e fotografo italiano († 2020)
- 1948 - Silvana Lenzu, ex cestista italiana
- 1948 - Enver Marić, ex calciatore jugoslavo
- 1948 - Laura Mirachian, diplomatica italiana
- 1948 - Gianni Savio, dirigente sportivo italiano († 2024)
- 1948 - Kazuyuki Sogabe, attore e doppiatore giapponese († 2006)
- 1949 - Peaches Bartkowicz, ex tennista statunitense
- 1949 - Jacky Boxberger, mezzofondista e maratoneta francese († 2001)
- 1949 - Antonio Gnoli, giornalista italiano
- 1949 - Daniele La Corte, giornalista e scrittore italiano
- 1949 - Claude Papi, calciatore francese († 1983)
- 1949 - Marc Vervenne, teologo belga
- 1950 - Slim Bouaziz, scacchista tunisino
- 1950 - Paulos Diakoulas, ex cestista e allenatore di pallacanestro statunitense
- 1950 - Joe Farrugia, ex calciatore maltese
- 1950 - Vladimir Golubev, calciatore e allenatore di calcio sovietico († 2022)
- 1950 - David Graf, attore statunitense († 2001)
- 1950 - Tiziana Parenti, politica, ex magistrata e avvocata italiana
- 1951 - Roberto Allievi, imprenditore e dirigente sportivo italiano
- 1951 - Bobby Almond, ex calciatore inglese
- 1951 - Joseph Borguet, ex ciclista su strada belga
- 1951 - Andrea Cisco, ex calciatore italiano
- 1951 - Wendell Hudson, ex cestista e allenatore di pallacanestro statunitense
- 1951 - Takazumi Katayama, pilota motociclistico giapponese
- 1951 - Gabriela Kiliánová, etnologa slovacca
- 1951 - Mario Pezzella, filosofo, saggista e scrittore italiano
- 1951 - Bill Walker, politico statunitense
- 1951 - Alessandro Zanin, ex calciatore italiano
- 1952 - Yochanan Afek, scacchista e compositore di scacchi israeliano
- 1952 - Francesco Ascani, pilota automobilistico italiano
- 1952 - Bill Belichick, allenatore di football americano statunitense
- 1952 - Michel Blanc, attore e regista francese († 2024)
- 1952 - Yve-Alain Bois, storico dell'arte e critico d'arte algerino
- 1952 - Jim Bokern, ex calciatore statunitense
- 1952 - Vincenzo Fontana, politico italiano
- 1952 - Fred Gallagher, copilota di rally britannico
- 1952 - Chaz Jankel, musicista, compositore e produttore discografico britannico
- 1952 - Tiziano Mutti, ex calciatore e allenatore di calcio italiano
- 1952 - Yoshikazu Nagai, allenatore di calcio e ex calciatore giapponese
- 1952 - Béatrice Romand, attrice francese
- 1952 - Rico Saccani, direttore d'orchestra e pianista italiano
- 1952 - Billy West, doppiatore statunitense
- 1952 - Peter Westbrook, schermidore statunitense († 2024)
- 1953 - Jeremy Burgess, ingegnere australiano
- 1953 - April Clough, attrice e cantante statunitense
- 1953 - Peter Garrett, cantante, attivista e politico australiano
- 1953 - Marilù Prati, attrice italiana
- 1953 - Dagoberto Lara, ex calciatore cubano
- 1953 - Germano Maccari, brigatista italiano († 2001)
- 1953 - Walter Margara, attore italiano
- 1953 - Geoffrey Oryema, musicista e cantante ugandese († 2018)
- 1953 - Monica Ptacnik, ex cestista austriaca
- 1953 - Jay O. Sanders, attore statunitense
- 1953 - Marshall R. Teague, attore statunitense
- 1954 - Freak Antoni, cantautore, scrittore e attore italiano († 2014)
- 1954 - Ellen Barkin, attrice e produttrice cinematografica statunitense
- 1954 - Geraldo Cleofas Dias Alves, calciatore brasiliano († 1976)
- 1954 - Alan Curtis, dirigente sportivo, ex calciatore e allenatore di calcio gallese
- 1954 - Mustapha Kouici, ex calciatore algerino
- 1954 - Sibylle Lewitscharoff, scrittrice, drammaturga e sceneggiatrice tedesca († 2023)
- 1954 - Hubert Minnis, politico bahamense
- 1954 - Léonard Specht, allenatore di calcio e ex calciatore francese
- 1955 - Bruce Bochy, ex giocatore di baseball e allenatore di baseball statunitense
- 1955 - Marcello Colasurdo, cantautore e attore italiano († 2023)
- 1955 - Fausto Colombo, sociologo italiano († 2025)
- 1955 - Antoine Giacomoni, fotografo francese
- 1955 - DJ Kool Herc, musicista, disc jockey e produttore discografico giamaicano
- 1955 - Alipi Kostadinov, ex ciclista su strada ceco
- 1955 - Roberto Lagalla, politico italiano
- 1955 - Enrico di Lussemburgo, sovrano lussemburghese
- 1955 - Barbara Magnolfi, attrice e produttrice cinematografica italiana
- 1955 - Aleksej Leonidovič Pažitnov, programmatore russo
- 1955 - Elvio Selighini, allenatore di calcio e ex calciatore italiano
- 1955 - Mimmo Sepe, attore e comico italiano († 2020)
- 1955 - Djamel Tlemçani, ex calciatore algerino
- 1955 - Alessandro Zanella, editore e tipografo italiano († 2012)
- 1956 - Randy Ayers, ex cestista e allenatore di pallacanestro statunitense
- 1956 - David McDowell Brown, astronauta statunitense († 2003)
- 1956 - Catherine Colonna, politica e diplomatica francese
- 1956 - Ambrogio Lo Giudice, regista, sceneggiatore e fotografo italiano
- 1956 - Lise-Marie Morerod, ex sciatrice alpina svizzera
- 1957 - Shamil Abbyasov, ex triplista e lunghista kirghiso
- 1957 - John Timothy Dunlap, religioso e avvocato canadese
- 1957 - Peter Frame, ballerino statunitense († 2018)
- 1957 - Radamel García, calciatore colombiano († 2019)
- 1957 - Francesco Giacomelli, ex saltatore con gli sci e combinatista nordico italiano
- 1957 - Cary Leeds, tennista statunitense († 2003)
- 1957 - Gianni Ocleppo, commentatore televisivo, allenatore di tennis e ex tennista italiano
- 1957 - Reinaldo Rueda, allenatore di calcio colombiano
- 1957 - Oleksandr Sorokalet, calciatore ucraino († 2009)
- 1957 - Roberto Veglia, ex lunghista italiano
- 1958 - Leif Henning Asla, ex calciatore norvegese
- 1958 - Margherita Caligiuri, produttrice televisiva italiana
- 1958 - Claudio Pablo Castricone, vescovo cattolico argentino
- 1958 - Uma Narayan, scrittrice indiana
- 1958 - Ricco Ross, attore statunitense
- 1958 - Javier Sardà, giornalista, conduttore radiofonico e conduttore televisivo spagnolo
- 1958 - Francesco Silvestri, drammaturgo, attore teatrale e regista teatrale italiano († 2022)
- 1958 - Mark Zonder, batterista statunitense
- 1959 - Michael Reed Barratt, astronauta e medico statunitense
- 1959 - David Feiss, regista statunitense
- 1959 - Koi Ikeno, fumettista e illustratrice giapponese
- 1959 - Dan Lett, attore canadese
- 1959 - Fulvio Macciardi, violinista e direttore teatrale italiano
- 1959 - Marc Madiot, dirigente sportivo, ex ciclista su strada e ciclocrossista francese
- 1959 - Roberto Marchesini, filosofo, etologo e saggista italiano
- 1959 - Pino Nicolosi, pianista, arrangiatore e produttore discografico italiano
- 1960 - Jorge Baidek, ex calciatore brasiliano
- 1960 - Rafael Benítez, allenatore di calcio e ex calciatore spagnolo
- 1960 - Carlo Carlei, regista e sceneggiatore italiano
- 1960 - Rita Ghedini, dirigente d'azienda italiana
- 1960 - Michel Gill, attore statunitense
- 1960 - Andreas Gruschke, scrittore, fotografo e giornalista tedesco († 2018)
- 1960 - Mikel Herzog, cantante spagnolo
- 1960 - Pierre Littbarski, dirigente sportivo, allenatore di calcio e ex calciatore tedesco
- 1960 - Daniel Mendelsohn, scrittore, grecista e saggista statunitense
- 1960 - Russ Schoene, ex cestista e allenatore di pallacanestro statunitense
- 1961 - Lisa Bluder, allenatrice di pallacanestro statunitense
- 1961 - Doris Dragović, cantante croata
- 1961 - Herman Frison, dirigente sportivo e ex ciclista su strada belga
- 1961 - David Mercer, ex sollevatore britannico
- 1961 - Izuru Narushima, regista e sceneggiatore giapponese
- 1961 - Stefano Salieri, allenatore di pallacanestro italiano
- 1961 - Andrea Tabanelli, giocatore di curling italiano († 2020)
- 1962 - Martina Anderson, politica irlandese
- 1962 - Antony Blinken, diplomatico e politico statunitense
- 1962 - Wesley Correa, ex cestista portoricano
- 1962 - Davide Croce, ex cestista italiano
- 1962 - Anna Dello Russo, giornalista italiana
- 1962 - Gladys Gutiérrez, magistrata venezuelana
- 1962 - Jiří Jeslínek, ex calciatore cecoslovacco
- 1962 - Ian MacKaye, cantante, musicista e produttore discografico statunitense
- 1962 - Aleksandr Alekseevič Moiseev, ammiraglio russo
- 1962 - David Pate, ex tennista statunitense
- 1962 - Jason Scheff, bassista statunitense
- 1963 - John Delaney, politico e imprenditore statunitense
- 1963 - Hu Na, ex tennista cinese
- 1963 - Ivo Machacka, allenatore di hockey su ghiaccio e ex hockeista su ghiaccio italiano
- 1963 - Rebecca Saire, attrice britannica
- 1963 - Ägidius Zsifkovics, vescovo cattolico austriaco
- 1964 - Henning Bjarnøy, allenatore di calcio e ex calciatore norvegese
- 1964 - Rafael Hernández, ex cestista portoricano
- 1964 - David Kohan, sceneggiatore e produttore televisivo statunitense
- 1964 - Irina Minch, ex cestista sovietica
- 1964 - Offer Nissim, disc jockey israeliano
- 1964 - Luca Pancalli, dirigente sportivo, politico e pentatleta italiano
- 1964 - Dave Pirner, cantante e musicista statunitense
- 1964 - Danny Quinn, modello, attore e regista italiano
- 1964 - Esbjörn Svensson, pianista svedese († 2008)
- 1964 - Yorick van Wageningen, attore olandese
- 1965 - Yves-François Blanchet, politico canadese
- 1965 - Jon Cryer, attore statunitense
- 1965 - Franco Dell'Osta, ex hockeista su ghiaccio e allenatore di hockey su ghiaccio italiano
- 1965 - Lorenzo Favella, sceneggiatore e scrittore italiano
- 1965 - Martin Lawrence, attore, regista e produttore televisivo statunitense
- 1965 - Sergio Mastroianni, ex cestista italiano
- 1965 - Manuel Enrique Mejuto González, ex arbitro di calcio spagnolo
- 1965 - Mojtaba Moharrami, ex calciatore iraniano
- 1965 - Vincenzo Venuto, biologo, divulgatore scientifico e autore televisivo italiano
- 1965 - Michael Wong, attore statunitense
- 1966 - Ivano Cardarelli, ex calciatore italiano
- 1966 - Robert Cottingham, ex schermidore statunitense
- 1966 - Paul Dolan, ex calciatore e ex giocatore di calcio a 5 canadese
- 1966 - Nikolaj Evseev, ex nuotatore sovietico
- 1966 - Erik Jensen, ex calciatore e ex giocatore di calcio a 5 danese
- 1966 - Waldemar Kobus, attore tedesco
- 1966 - Regine Sauter, politica svizzera
- 1966 - Seeiso Bereng Seeiso, principe, politico e diplomatico lesothiano
- 1966 - Sture Sivertsen, ex fondista norvegese
- 1966 - Kai Wiesinger, attore, produttore cinematografico e doppiatore tedesco
- 1967 - Ángel Luis Alcázar, ex calciatore e allenatore di calcio spagnolo
- 1967 - Dave Barnett, allenatore di calcio e ex calciatore inglese
- 1967 - Paolo Cagnan, giornalista e scrittore italiano
- 1967 - Lamberto Cesaroni, produttore discografico italiano
- 1967 - Patrick Galbraith, ex tennista statunitense
- 1967 - Ivica Marić, ex cestista e allenatore di pallacanestro croato
- 1967 - Sarah Vine, giornalista britannica
- 1967 - Yu Bin, goista cinese
- 1968 - Greg Baker, attore televisivo statunitense
- 1968 - Cedric Ball, ex cestista statunitense
- 1968 - Ingrid Claes, politica belga
- 1968 - Martin Dahlin, ex calciatore e procuratore sportivo svedese
- 1968 - Clare Daly, politica irlandese
- 1968 - Seydou Diarra, ex calciatore ivoriano
- 1968 - Edward Feser, filosofo statunitense
- 1968 - John Gatins, sceneggiatore, regista e attore statunitense
- 1968 - Vickie Guerrero, wrestler statunitense
- 1968 - Andreas Hajek, ex canottiere tedesco
- 1968 - Juan Holgado, arciere spagnolo
- 1968 - Alisha, cantante statunitense
- 1968 - Grace Kim, ex tennista statunitense
- 1968 - Cecilia Lucco, ex sciatrice alpina italiana
- 1968 - Rodney Monroe, ex cestista statunitense
- 1968 - Raffaella Salmaso, ex calciatrice italiana
- 1969 - Silvia Ballestra, scrittrice e traduttrice italiana
- 1969 - Michael Baur, allenatore di calcio austriaco
- 1969 - Germán Burgos, allenatore di calcio e ex calciatore argentino
- 1969 - Olivia Del Rio, attrice pornografica brasiliana
- 1969 - Hans Eklund, allenatore di calcio e ex calciatore svedese
- 1969 - Louise Ellerbæk, cantante e produttrice televisiva danese
- 1969 - Patrik Järbyn, ex sciatore alpino svedese
- 1969 - Alberto Marcolini, ex pallavolista italiano
- 1969 - Hildegunn Mikkelsplass, ex biatleta norvegese
- 1969 - Frank J. Mrvan, politico e avvocato statunitense
- 1969 - Massimiliano Neri, allenatore di calcio a 5 e ex giocatore di calcio a 5 italiano
- 1969 - Wojtek Pilichowski, bassista e compositore polacco
- 1969 - Fabien Roussel, politico francese
- 1969 - Habib Souaidia, scrittore algerino
- 1969 - Karri Wilms, giocatrice di curling canadese
- 1969 - Oleksandr Šadčyn, ex pallavolista e allenatore di pallavolo sovietico
- 1970 - Ettore Bassi, attore e conduttore televisivo italiano
- 1970 - Édgar Baumann, ex giavellottista paraguaiano
- 1970 - Marcelo Carracedo, ex calciatore argentino
- 1970 - Sirajeddine Chihi, ex calciatore tunisino
- 1970 - Steve Emtman, ex giocatore di football americano statunitense
- 1970 - Juan Enrique García Rivas, ex calciatore venezuelano
- 1970 - Dero Goi, cantante, poeta e scrittore tedesco
- 1970 - Anna Järvinen, cantante finlandese
- 1970 - Sam Liccardo, politico statunitense
- 1970 - Marco Sesia, allenatore di calcio e ex calciatore italiano
- 1970 - Rui Vitória, allenatore di calcio e ex calciatore portoghese
- 1970 - Walt Williams, ex cestista statunitense
- 1970 - Arjan de Zeeuw, ex calciatore olandese
- 1971 - Cilla Back, regista teatrale finlandese
- 1971 - Max Beesley, attore britannico
- 1971 - Peter Billingsley, attore, regista e produttore cinematografico statunitense
- 1971 - Sven Fischer, ex biatleta tedesco
- 1971 - Bernard Garcia, pilota motociclistico francese
- 1971 - Maximilian von Garnier, ex giocatore di football americano e allenatore di football americano tedesco
- 1971 - Mao, cantautore e compositore italiano
- 1971 - Nick Midson, chitarrista, compositore e produttore discografico britannico
- 1971 - Selena, cantante, ballerina e stilista statunitense († 1995)
- 1971 - Jukka Ruhanen, ex calciatore finlandese
- 1971 - Nataša Zvereva, tennista sovietica
- 1972 - Sebastiano Bontempi, fotografo italiano
- 1972 - Andreas Dittmer, canoista tedesco
- 1972 - Lagi Dyer, ex calciatore figiano
- 1972 - Marco Foroni, giornalista, telecronista sportivo e conduttore televisivo italiano
- 1972 - Eldar Kurtanidze, ex lottatore georgiano
- 1972 - Lorenzo Lavia, attore italiano
- 1972 - Conchita Martínez, allenatrice di tennis e ex tennista spagnola
- 1972 - Andre McCollum, ex cestista e allenatore di pallacanestro statunitense
- 1972 - John McGuinness, pilota motociclistico britannico
- 1972 - Paolo Negro, allenatore di calcio e ex calciatore italiano
- 1972 - Bárður á Steig Nielsen, ex pallamanista e politico faroese
- 1972 - Kuniko Obinata, sciatrice alpina giapponese
- 1972 - Rodolphe Rano, ex calciatore francese
- 1972 - Tracy K. Smith, poetessa statunitense
- 1972 - Arild Stavrum, allenatore di calcio e ex calciatore norvegese
- 1973 - Simone Alberghini, baritono italiano
- 1973 - Bonnie Pink, cantante giapponese
- 1973 - Krister Cantoni, allenatore di hockey su ghiaccio e ex hockeista su ghiaccio svizzero
- 1973 - Oksana Ermakova, ex schermitrice russa
- 1973 - Jacopo Rondinelli, regista, designer e scenografo italiano
- 1973 - Akon, cantante, produttore discografico e imprenditore statunitense
- 1973 - Nikola Tomičić, allenatore di calcio a 5 e ex giocatore di calcio a 5 croato
- 1973 - Bengt Walden, ex slittinista svedese
- 1973 - Abd al-Aziz bin Fahd Al Sa'ud, principe, politico e imprenditore saudita
- 1974 - Pier Giorgio Bellocchio, attore italiano
- 1974 - Eva Birthistle, attrice irlandese
- 1974 - Grizz Chapman, attore statunitense
- 1974 - Filip Filipov Fratev, astronomo bulgaro
- 1974 - Luca Maggiore, cantautore e attore teatrale italiano
- 1974 - Mathias Malzieu, cantante, regista e scrittore francese
- 1974 - Valarie Rae Miller, attrice statunitense
- 1974 - Sébastien Rémy, ex calciatore lussemburghese
- 1974 - Mario Scappaticcio, ex pallavolista italiano
- 1974 - Zali Steggall, politica e ex sciatrice alpina australiana
- 1974 - Niall Thompson, ex calciatore inglese
- 1974 - Mattias Timander, ex hockeista su ghiaccio svedese
- 1974 - Irene Tinagli, economista e politica italiana
- 1974 - Niek van Oosterum, pianista olandese
- 1974 - Xu Jinglei, attrice e regista cinese
- 1974 - Yuan Hua, ex judoka cinese
- 1975 - Diego Alonso, allenatore di calcio e ex calciatore uruguaiano
- 1975 - Selborne Boome, ex rugbista a 15 sudafricano
- 1975 - Antonino Cannavacciuolo, cuoco, personaggio televisivo e imprenditore italiano
- 1975 - Keon Clark, ex cestista statunitense
- 1975 - Luca Di Martino, giornalista, saggista e scrittore italiano
- 1975 - Tiago Ferreira, allenatore di calcio e ex calciatore portoghese
- 1975 - Isaac Fontaine, ex cestista statunitense
- 1975 - Hameedullah Haidary, scacchista afghano
- 1975 - Ken'ichi Hashimoto, ex calciatore giapponese
- 1975 - Mawela Kanasi, ex cestista della Repubblica Democratica del Congo
- 1975 - Komal Oli, cantante, conduttrice televisiva e politica nepalese
- 1975 - Flávio Canto, ex judoka brasiliano
- 1975 - Doriane Vidal, ex snowboarder francese
- 1975 - Karl Yune, attore statunitense
- 1975 - Pietro Zucconi, ex ciclista su strada svizzero
- 1975 - Megumi Ōhara, doppiatrice giapponese
- 1976 - Walter Girardi, allenatore di sci alpino e ex sciatore alpino italiano
- 1976 - Ryan Grubb, allenatore di football americano statunitense
- 1976 - Lukas Haas, attore statunitense
- 1976 - John Hilliard, ex giocatore di football americano statunitense
- 1976 - Darrell Johns, ex cestista statunitense
- 1976 - Dan Kellner, schermidore statunitense
- 1976 - Jannes Labuschagne, rugbista a 15 sudafricano
- 1976 - Laurent Leroy, ex calciatore francese
- 1976 - Shu Qi, attrice e modella taiwanese
- 1976 - David Lyons, attore australiano
- 1976 - Kelli O'Hara, soprano e attrice statunitense
- 1976 - Erik Wahlstedt, ex calciatore svedese
- 1977 - Florentijn Hofman, artista olandese
- 1977 - Fredrik Ljungberg, allenatore di calcio e ex calciatore svedese
- 1977 - Hayes MacArthur, attore e produttore cinematografico statunitense
- 1977 - Abbi Glines, scrittrice e giornalista statunitense
- 1977 - Thomas Rasmussen, calciatore danese
- 1977 - Osiris Ricardo, ex cestista dominicano
- 1977 - Abdías Salazar, pentatleta messicano
- 1977 - Eileen Walsh, attrice irlandese
- 1977 - Alek Wek, supermodella sudsudanese
- 1978 - An Hyo-yeon, ex calciatore sudcoreano
- 1978 - Lexa Bibi, ex calciatore vanuatuano
- 1978 - Alex Brown, ex calciatore liberiano
- 1978 - Arnaud Casquette, ex lunghista mauriziano
- 1978 - Boyd Devereaux, ex hockeista su ghiaccio canadese
- 1978 - Lara Dutta, attrice e modella indiana
- 1978 - Julie Duvillard, ex sciatrice alpina e sciatrice freestyle francese
- 1978 - Nikki Griffin, attrice statunitense
- 1978 - Noam Okun, ex tennista israeliano
- 1978 - Elena Prochorova, multiplista russa
- 1978 - Kristin Proctor, attrice statunitense
- 1978 - Shi Haiying, schermitrice cinese
- 1978 - Igor Tudor, allenatore di calcio e ex calciatore croato
- 1978 - Ivan Urgant, conduttore televisivo, attore e musicista russo
- 1978 - André Valadão, cantante, religioso e imprenditore brasiliano
- 1979 - Christijan Albers, ex pilota automobilistico e dirigente sportivo olandese
- 1979 - Lars Börgeling, ex astista tedesco
- 1979 - Alberto Comazzi, ex calciatore italiano
- 1979 - Ala Cuper, sciatrice freestyle ucraina
- 1979 - Mauro Gavotto, pallavolista italiano
- 1979 - Gessica Gusi, modella e showgirl italiana
- 1979 - LaVall Jordan, ex cestista e allenatore di pallacanestro statunitense
- 1979 - Juan Krupoviesa, ex calciatore argentino
- 1979 - Sixto Peralta, ex calciatore argentino
- 1979 - Marcel Rapp, allenatore di calcio e ex calciatore tedesco
- 1979 - Teruki Tabata, ex calciatore giapponese
- 1980 - Samir Cavadzadə, cantante azero
- 1980 - Matteo Contini, allenatore di calcio e ex calciatore italiano
- 1980 - Muhammad Hassan, ex wrestler statunitense
- 1980 - Paul London, wrestler statunitense
- 1980 - Tonino Moscatt, politico italiano
- 1980 - Adriana Sage, ex attrice pornografica messicana
- 1980 - Alex Silva, ex hockeista su ghiaccio italiano
- 1980 - Dikete Tampungu, ex calciatore della Repubblica Democratica del Congo
- 1980 - Christopher Williams, batterista britannico
- 1981 - Anestīs Agritīs, ex calciatore greco
- 1981 - Andrij Berezovčuk, ex calciatore ucraino
- 1981 - Fernando Alves Santa Clara, ex calciatore brasiliano
- 1981 - Waberi Hachi, calciatore gibutiano
- 1981 - Russell Harvard, attore statunitense
- 1981 - Josh Johnson, ex calciatore trinidadiano
- 1981 - Jonathan López, ex calciatore spagnolo
- 1981 - Nikola Milojević, ex calciatore serbo
- 1981 - Nasief Morris, ex calciatore sudafricano
- 1981 - Valter Pusceddu, fantino italiano
- 1981 - Ivan Rajčić, ex calciatore croato
- 1981 - Olivier Sorin, ex calciatore francese
- 1981 - Stanislav Velický, allenatore di calcio e ex calciatore slovacco
- 1981 - Alessandra Viero, giornalista e conduttrice televisiva italiana
- 1982 - Jessica Brungo, ex cestista statunitense
- 1982 - Gina Carano, attrice e ex artista marziale mista statunitense
- 1982 - Vito Dellino, ex sollevatore italiano
- 1982 - Boris Diaw, ex cestista francese
- 1982 - Lee So-yeon, attrice sudcoreana
- 1982 - Vitalij Lysyc'kyj, ex calciatore ucraino
- 1982 - Mikey Neumann, youtuber e sceneggiatore statunitense
- 1982 - Robert Popov, ex calciatore macedone
- 1982 - Michael Ratajczak, ex calciatore tedesco
- 1982 - Mouhamadou Traoré, ex calciatore senegalese
- 1982 - Jonathan Vilma, giocatore di football americano statunitense
- 1982 - Robert Whaley, ex cestista statunitense
- 1983 - Alex Antônio de Melo Santos, ex calciatore brasiliano
- 1983 - Jaycee Carroll, ex cestista statunitense
- 1983 - Marié Digby, cantante e musicista statunitense
- 1983 - Jon Horst, dirigente sportivo statunitense
- 1983 - Daniel Hubmann, orientista svizzero
- 1983 - Anthony McHenry, allenatore di pallacanestro e ex cestista statunitense
- 1984 - Jaiden Abbott, calciatore anguillano
- 1984 - Darryl Duffy, calciatore scozzese
- 1984 - Romain Feillu, ex ciclista su strada francese
- 1984 - Claire Foy, attrice britannica
- 1984 - Christian Frattima, direttore d'orchestra, direttore di coro e direttore artistico italiano
- 1984 - Johnathan Joseph, ex giocatore di football americano statunitense
- 1984 - Petros Kanakoudīs, ex calciatore greco
- 1984 - Paweł Kieszek, calciatore polacco
- 1984 - Kanako Konno, pallavolista giapponese
- 1984 - Mourad Meghni, ex calciatore francese
- 1984 - Martina Parisse, politica italiana
- 1984 - Alexandru Sirițeanu, schermidore rumeno
- 1984 - Kerron Stewart, velocista giamaicana
- 1984 - Julian Terrell, allenatore di pallacanestro e ex cestista statunitense
- 1985 - Chantal Achterberg, canottiera olandese
- 1985 - Matías Alonso, ex calciatore uruguaiano
- 1985 - Gustavo Bolívar, ex calciatore colombiano
- 1985 - Luol Deng, ex cestista, dirigente sportivo e allenatore di pallacanestro sudsudanese
- 1985 - Nate Diaz, artista marziale misto statunitense
- 1985 - Bram Van Driessche, arbitro di calcio belga
- 1985 - Noah Fleiss, attore statunitense
- 1985 - Andreas Granqvist, dirigente sportivo, allenatore di calcio e ex calciatore svedese
- 1985 - Sam Hyde, comico statunitense
- 1985 - Brendon Leonard, ex rugbista a 15 neozelandese
- 1985 - Vladimir Micov, ex cestista serbo
- 1985 - Neige, musicista francese
- 1985 - Carlos Gerardo Rodríguez, ex calciatore messicano
- 1985 - Benjamín Rojas, attore, cantante e compositore argentino
- 1985 - Katerina Stikoudī, cantante, modella e conduttrice televisiva greca
- 1985 - Taye Taiwo, ex calciatore nigeriano
- 1985 - Olivier Werner, ex calciatore belga
- 1985 - Leon Whittaker, calciatore britannico
- 1986 - Luís Carlos Almada Soares, ex calciatore capoverdiano
- 1986 - Sufe Bradshaw, attrice statunitense
- 1986 - Cho Dong-gun, ex calciatore sudcoreano
- 1986 - Florencia Fernández, ex cestista argentina
- 1986 - Konstantin Glavatskich, fondista russo
- 1986 - Javier Guarino, ex calciatore uruguaiano
- 1986 - Hisashi Jōgo, calciatore giapponese
- 1986 - John Ike Ibeh, ex calciatore nigeriano
- 1986 - Bronwen Knox, pallanuotista australiana
- 1986 - Shinji Okazaki, allenatore di calcio e ex calciatore giapponese
- 1986 - Milan Perić, ex calciatore serbo
- 1986 - Evgenij Postnikov, ex calciatore russo
- 1986 - Peter Regin, hockeista su ghiaccio danese
- 1986 - Paul di Resta, pilota automobilistico britannico
- 1986 - Alessandro Riga, ballerino italiano
- 1986 - Roberta Scardola, attrice e ballerina italiana
- 1986 - Gurwinder Singh, calciatore indiano
- 1986 - Jenn Wasner, cantante e polistrumentista statunitense
- 1986 - Hamza Younés, ex calciatore tunisino
- 1986 - Dragan Žarković, ex calciatore serbo
- 1986 - Epke Zonderland, ginnasta olandese
- 1987 - Cenk Akyol, allenatore di pallacanestro e ex cestista turco
- 1987 - Patrizio Andreoli, allenatore di atletica leggera italiano
- 1987 - Loris Arnaud, calciatore francese
- 1987 - Lhadji Badiane, ex calciatore francese
- 1987 - Julie Bonnevie-Svendsen, ex biatleta norvegese
- 1987 - Dominic Calegari, ex cestista statunitense
- 1987 - Germán Chiaraviglio, astista argentino
- 1987 - Jack Cutmore-Scott, attore inglese
- 1987 - Carlien Dirkse van den Heuvel, hockeista su prato olandese
- 1987 - Jonathon Edwards, rugbista a 15 australiano
- 1987 - Martin Fenin, calciatore ceco
- 1987 - Phoebe Fox, attrice britannica
- 1987 - Richárd Guzmics, ex calciatore ungherese
- 1987 - Habib Habibou, ex calciatore centrafricano
- 1987 - Kenny Hayes, cestista statunitense
- 1987 - Žora Hovhannisyan, ex calciatore armeno
- 1987 - Jevhen Jevsjejev, calciatore ucraino († 2011)
- 1987 - Aaron Lennon, ex calciatore inglese
- 1987 - Viesturs Lukševics, ex ciclista su strada lettone
- 1987 - Jean-Baptiste Malet, giornalista francese
- 1987 - Justin Olsen, bobbista statunitense
- 1987 - Maksym Pustozvonov, ex cestista ucraino
- 1987 - Tomáš Šimkovič, calciatore slovacco
- 1987 - Markus Suttner, ex calciatore austriaco
- 1987 - Aleksander Vinter, disc jockey, produttore discografico e musicista norvegese
- 1988 - Humaid Abdulla Abbas, calciatore emiratino
- 1988 - Ibrahim Ayew, calciatore ghanese
- 1988 - Claudio Beauvue, calciatore francese
- 1988 - Luis Enrique Cáceres, calciatore paraguaiano
- 1988 - Alisa Durbrow, modella e attrice giapponese
- 1988 - Ali Farokhmanesh, ex cestista, dirigente sportivo e allenatore di pallacanestro statunitense
- 1988 - Stefan Pereira, calciatore brasiliano
- 1988 - Gianni Frankis, ex ostacolista britannico
- 1988 - Alexandre Geniez, ex ciclista su strada francese
- 1988 - Jullie, cantante, attrice e blogger brasiliana
- 1988 - Lars Lambooij, ex calciatore olandese
- 1988 - Marko Milinković, ex calciatore serbo
- 1988 - Mirko Mulalić, cestista sloveno
- 1988 - Kyle Okposo, hockeista su ghiaccio statunitense
- 1988 - Daniele Paponi, calciatore italiano
- 1988 - Amy Pemberton, attrice britannica
- 1988 - Hayley Squires, attrice e drammaturga britannica
- 1989 - Mohamed Ahmed, calciatore emiratino
- 1989 - Allen Guevara, calciatore costaricano
- 1989 - Luke Hall, ex nuotatore swati
- 1989 - Damir Kreilach, calciatore croato
- 1989 - Chris Löwe, ex calciatore tedesco
- 1989 - Davide Manenti, velocista italiano
- 1989 - Daniel Parejo, calciatore spagnolo
- 1989 - José Silva, cestista portoghese
- 1989 - Elli Terwiel, ex sciatrice alpina canadese
- 1989 - Mia Yim, wrestler statunitense
- 1989 - Jonathan Zongo, ex calciatore burkinabé
- 1989 - Ícaro do Carmo Silva, calciatore brasiliano
- 1990 - Terrence Agard, velocista olandese
- 1990 - Lorraine Nicholson, attrice statunitense
- 1990 - Marcelo Cañete, calciatore argentino
- 1990 - Cheong Jun Hoong, tuffatrice malese
- 1990 - Dmytro Chomčenovs'kyj, calciatore ucraino
- 1990 - Valmir Francis, calciatore brasiliano
- 1990 - Jordan Hulls, ex cestista statunitense
- 1990 - Reggie Jackson, cestista statunitense
- 1990 - Calvin Kang, ex velocista singaporiano
- 1990 - Jérémy Kapone, attore e cantante francese
- 1990 - Lily Loveless, attrice e ballerina britannica
- 1990 - Anna Malova, pallavolista russa
- 1990 - Terrell Manning, giocatore di football americano statunitense
- 1990 - Vaggelīs Mantzarīs, cestista greco
- 1990 - Tony McQuay, velocista statunitense
- 1990 - Vadim Muntagirov, ballerino russo
- 1990 - Stefan Nikolić, calciatore montenegrino
- 1990 - Alexandre Pantoja, lottatore brasiliano
- 1990 - Ernesto Amantegui, calciatore spagnolo
- 1990 - Gustavo Páez, calciatore venezuelano
- 1990 - Travis Shaw, giocatore di baseball statunitense
- 1990 - Arsen Sykaj, calciatore albanese
- 1990 - Nikolaj Zabolotnyj, calciatore russo
- 1990 - Arthur Zanetti, ex ginnasta brasiliano
- 1991 - Bruno Fabiano Alves, calciatore brasiliano
- 1991 - Nolan Arenado, giocatore di baseball statunitense
- 1991 - Giulia Da Re, calciatrice italiana
- 1991 - Ezequiel Gallegos, calciatore argentino
- 1991 - Pierre-Antoine Gillet, cestista belga
- 1991 - Brian van Goethem, ex ciclista su strada olandese
- 1991 - Leena Günther, velocista tedesca
- 1991 - Ryan Hollingshead, calciatore statunitense
- 1991 - Mick Jenkins, rapper statunitense
- 1991 - Kim Kyung-jung, ex calciatore sudcoreano
- 1991 - Pierre Kwizera, calciatore burundese
- 1991 - Jarkko Lahdenmäki, calciatore finlandese
- 1991 - Katie Meili, ex nuotatrice statunitense
- 1991 - Yūto Misao, calciatore giapponese
- 1991 - Jeremy Morin, hockeista su ghiaccio statunitense
- 1991 - Luis Muriel, calciatore colombiano
- 1991 - Jorge Ortega, calciatore paraguaiano
- 1991 - Nikola Pešaković, cestista serbo
- 1991 - Ivan Righini, pattinatore artistico su ghiaccio italiano
- 1991 - Giedrius Staniulis, cestista lituano
- 1991 - Brad Stuver, calciatore statunitense
- 1992 - Vahagn Ayvazyan, ex calciatore armeno
- 1992 - Valentina Bellè, attrice italiana
- 1992 - Marllon Borges, calciatore brasiliano
- 1992 - Hristijan Dragarski, calciatore macedone
- 1992 - Gao Song, cestista cinese
- 1992 - Nikita Glazkov, schermidore russo
- 1992 - Mauricio Gómez, calciatore uruguaiano
- 1992 - Luis Hinestroza, calciatore colombiano
- 1992 - Richèl Hogenkamp, tennista olandese
- 1992 - Rangelo Janga, calciatore olandese
- 1992 - Joe Cardona, giocatore di football americano statunitense
- 1992 - Alhassane Keita, calciatore guineano
- 1992 - Kim Hee-jung, attrice sudcoreana
- 1992 - Ronnie Flex, rapper e cantante olandese
- 1992 - Breeja Larson, ex nuotatrice statunitense
- 1992 - Lee Seung-hyeon, cestista sudcoreano
- 1992 - Sébastien di Lussemburgo, principe e militare lussemburghese
- 1992 - Leydi Moya, pentatleta cubana
- 1992 - Leandro Navarro, calciatore argentino
- 1992 - Rukidi IV, sovrano
- 1992 - Vasileios Rentzas, calciatore greco
- 1992 - Enrique Rivero, calciatore spagnolo
- 1992 - Antoine Roine, calciatore francese
- 1993 - Chance the Rapper, rapper e produttore discografico statunitense
- 1993 - Maksim Braun, ex biatleta kazako
- 1993 - Tevin Coleman, giocatore di football americano statunitense
- 1993 - Jovani Furlan, ballerino brasiliano
- 1993 - Hanna Glas, calciatrice svedese
- 1993 - Yannick M'Boné, calciatore camerunese
- 1993 - Filip Mrzljak, calciatore croato
- 1993 - Mirai Nagasu, ex pattinatrice artistica su ghiaccio statunitense
- 1993 - Jevhen Smirnov, calciatore ucraino
- 1993 - Norio Tsukudani, illustratrice giapponese
- 1994 - Onur Bulut, calciatore turco
- 1994 - Adrián Chapela, cestista spagnolo
- 1994 - Stefan Čolović, calciatore serbo
- 1994 - Midori Francis, attrice statunitense
- 1994 - Will Fuller, giocatore di football americano statunitense
- 1994 - Isaac Isinde, calciatore ugandese
- 1994 - Alhaji Kamara, calciatore sierraleonese
- 1994 - Renzo López, calciatore uruguaiano
- 1994 - Alexandra Malloy, pallavolista statunitense
- 1994 - Clarissa Marchese, modella e personaggio televisivo italiana
- 1994 - Sabiržan Muminov, saltatore con gli sci kazako
- 1994 - Liliana Mumy, attrice e doppiatrice statunitense
- 1994 - Anna Rose O'Sullivan, ballerina britannica
- 1994 - Ebony Obsidian, attrice statunitense
- 1994 - Stefano Padovan, calciatore italiano
- 1994 - Shogo Takahashi, lottatore giapponese
- 1994 - Birger Verstraete, calciatore belga
- 1994 - Eurico Nicolau de Lima Neto, calciatore brasiliano
- 1995 - Ramy Bensebaini, calciatore algerino
- 1995 - Poppy Lee Friar, attrice britannica
- 1995 - Laura García-Caro, marciatrice spagnola
- 1995 - Dmitrijs Klimaševičs, ex calciatore lettone
- 1995 - Nancy Chelangat Koech, atleta paralimpica keniota
- 1995 - Nicolás Lazo, pallavolista argentino
- 1995 - Mackenzie McDonald, tennista statunitense
- 1995 - Sarita Mor, lottatrice indiana
- 1995 - Jasmina Suter, sciatrice alpina svizzera
- 1995 - Oleg Zernikel, astista tedesco
- 1996 - Alberto Cerri, calciatore italiano
- 1996 - Konstantinos Chamalidis, taekwondoka greco
- 1996 - Caroline Colombo, ex biatleta francese
- 1996 - Gerson Domingos, cestista angolano
- 1996 - Magica Gilly, illusionista italiana
- 1996 - Kianz Froese, calciatore cubano
- 1996 - Cheick Keita, calciatore francese
- 1996 - Dariusz Kowaluk, velocista polacco
- 1996 - Lin Yun, attrice cinese
- 1996 - Kento Misao, calciatore giapponese
- 1996 - Aaron Sanders, attore statunitense
- 1996 - Anya Taylor-Joy, attrice e ex modella statunitense
- 1996 - Taylor Townsend, tennista statunitense
- 1997 - Raffael Behounek, calciatore austriaco
- 1997 - Burak Bekaroğlu, calciatore turco
- 1997 - Te'a Cooper, cestista statunitense
- 1997 - Louis Démoléon, calciatore francese
- 1997 - Carlotta Gamba, attrice italiana
- 1997 - Achref Gannouni, cestista tunisino
- 1997 - Jacob Harris, giocatore di football americano statunitense
- 1997 - Arttu Hoskonen, calciatore finlandese
- 1997 - Jaakko Hänninen, ciclista su strada finlandese
- 1997 - Aaron Levarity, cestista bahamense
- 1997 - Enzo Lombardo, calciatore francese
- 1997 - Brian Mansilla, calciatore argentino
- 1997 - Silvio Alejandro Martínez, calciatore argentino
- 1997 - Micah Maʻa, pallavolista statunitense
- 1997 - Galefele Moroko, velocista botswana
- 1997 - Iva Slonjšak, cestista croata
- 1997 - Yun Ye-bin, cestista sudcoreana
- 1998 - Lola Anderson, canottiera britannica
- 1998 - Jabril Cox, giocatore di football americano statunitense
- 1998 - Lauris Kaufmanis, bobbista, discobolo e pesista lettone
- 1998 - Darlan Mendes, calciatore brasiliano
- 1998 - Beatrich, cantante lituana
- 1998 - Dante Vanzeir, calciatore belga
- 1998 - Jake Vedder, snowboarder statunitense
- 1999 - Carla Campra, attrice e modella spagnola
- 1999 - Wendell Carter, cestista statunitense
- 1999 - Stanislav Ivanov, calciatore bulgaro
- 1999 - Orest Kostyk, calciatore ucraino
- 1999 - Karolina Kumięga, ciclista su strada e pistard polacca
- 1999 - Conor Leahy, pistard e ciclista su strada australiano
- 1999 - Krešimir Nikić, cestista croato
- 1999 - Lisette Olivera, attrice statunitense
- 1999 - Hannes Wolf, calciatore austriaco
- 2000 - Tiago Araújo Brito, calciatore portoghese
- 2000 - Sara Cetinja, calciatrice serba
- 2000 - Dylan Collard, calciatore mauriziano
- 2000 - Antoñín, calciatore spagnolo
- 2000 - Iván Franco, calciatore paraguaiano
- 2000 - Giulia Ianezic, cestista italiana
- 2000 - Garissone Innocent, calciatore haitiano
- 2000 - Jang Jun, taekwondoka sudcoreano
- 2000 - Lorenzo Lodici, scacchista italiano
- 2000 - Milkesa Mengesha, maratoneta e mezzofondista etiope
- 2000 - Tim Staubli, calciatore svizzero

## XXI secolo(34)
- 2001 - Gabriel Aranda, calciatore argentino
- 2001 - Grace Frohling, pallavolista statunitense
- 2001 - Taneli Hämäläinen, calciatore finlandese
- 2001 - Malthe Højholt, calciatore danese
- 2001 - Hinata Kumagai, nuotatrice artistica giapponese
- 2001 - Mathis Le Berre, ciclista su strada francese
- 2001 - Santiago Naveda, calciatore messicano
- 2001 - Danylo Sikan, calciatore ucraino
- 2001 - JL Skinner, giocatore di football americano samoano americano
- 2002 - Haji Mnoga, calciatore inglese
- 2002 - Julian Baas, calciatore olandese
- 2002 - Axel Henriksson, calciatore svedese
- 2002 - Filip Jørgensen, calciatore danese
- 2002 - Dajana Kirillova, cantante russa
- 2002 - Patryk Peda, calciatore polacco
- 2002 - Ovidiu Perianu, calciatore rumeno
- 2002 - Sadie Sink, attrice statunitense
- 2002 - Ivonei, calciatore brasiliano
- 2003 - Ayush Dev Chhetri, calciatore indiano
- 2003 - Elias Havel, calciatore austriaco
- 2003 - José María Herrera, calciatore argentino
- 2003 - Ethan Ingram, calciatore inglese
- 2003 - Kaique Pereira Azarias, calciatore brasiliano
- 2003 - Jeremías Pérez Tica, calciatore argentino
- 2003 - Simón Rivero, calciatore argentino
- 2004 - Ilias Akhomach, calciatore marocchino
- 2004 - Mio Backhaus, calciatore tedesco
- 2004 - Mateusz Kowalczyk, calciatore polacco
- 2004 - Carla Leite, cestista francese
- 2005 - Lee Hae-in, pattinatrice artistica su ghiaccio sudcoreana
- 2006 - Maya Joint, tennista australiana
- 2006 - Fodé Sylla, calciatore francese
- 2006 - Yang Min-hyeok, calciatore sudcoreano
- 2008 - Eleonora del Belgio, principessa belga